# Oskarshamnskoggen
Oskarshamnskoggen är namnet på ett skeppsvrak efter en medeltida kogg, som ligger på havsbotten vid Bossholmen i närheten av Oskarshamn. Endast skrovets underdel är bevarad och virket har daterats till tiden kring 1240. Koggens kvarlevor är utgrävda och undersökta. Vissa delar bärgades och konserverades 1984-1992.